# Élection présidentielle tchèque de 2008
L'élection présidentielle tchèque de 2008 au suffrage universelle indirecte a lieu du 8 au 9 février 2008, au cours desquelles le Parlement élit le président. Les candidats à l'élection étaient le président sortant et membre de l'ODS Václav Klaus et le professeur Jan Švejnar (en) de l'Université du Michigan et membre du ČSSD.
Ancun candidat ne l'ayant emporté au premier tour de scrutin, un second est organisé le 15 février 2008. Václav Klaus est réélu pour un second mandat avec un peu moins de 56 % des suffrages.

## Contexte
Le 28 novembre 2007, Klaus est désigné candidat pour un second mandat par les 122 députés et sénateurs appartenant à son parti, ODS. Jan Švejnar, un économiste américain originaire de la République tchèque, a déclaré qu'il annoncerait début décembre s'il allait se présenter, avec comme appui le soutien de l'ancien président Václav Havel, du Parti social-démocrate tchèque et du Parti vert, ainsi qu'un certain nombre de sénateurs indépendants et libéraux. Le Parti communiste de Bohême et Moravie envisage également de le soutenir. L'Union chrétienne démocrate - Parti populaire tchécoslovaque (KDU-ČSL) n'ont pas pu s'unir sur un candidat et sont restés indécis même après avoir eu des entretiens avec des candidats, mais ils soutiennent (avec le ČSSD et le Parti Vert) un amendement instaurant des élections présidentielles directes (même si un tel amendement ne serait applicable qu'à partir du prochaine élection en 2013). La plupart des analystes ont supposé que Klaus serait réélu.
Le Parti communiste de Bohême et Moravie devait décider le 7 décembre 2007 le soutien ou non à Švejnar, et le ČSSD avait besoin d'un soutien de tous les partis avant le 8 décembre pour transformer le soutien conditionnel à Švejnar en soutien total et définitif. Cependant, le KSČM interrompt les discussions le 7 décembre, voulant obtenir des assurances du ČSSD qu'il soutiendrait Švejnar, en craignant que son soutien à Švejnar n'ait aucune valeur si le ČSSD n'était pas uni sur ce point. Švejnar annoncé le 8 décembre 2007 que sa candidature était toujours valable et que, selon le soutien des principaux partis, il allait décider de se représenter dans la semaine suivante. Le 11 décembre 2007, la presse a déclaré qu'il a obtenu le soutien de cinq analystes et experts dans sa candidature à la présidence. Švejnar lui-même a annoncé qu'il déciderait s'il se présenterait seulement dans la semaine qui suivrait, car les partis politiques étaient encore en pourparlers pour décider s'ils allaient le soutenir.
Le KSČM déclare qu'il avait fixé cinq conditions nécessaires pour soutenir un candidat à l'élection et que les deux candidats remplissaient certaines de ces conditions, l'une d’entre elles était que Švejnar renonce à sa citoyenneté américaine. Švejnar déclara plus tard qu'il renoncerait à sa citoyenneté américaine s'il était élu.
Le ČSSD annonce son soutien officiel à Švejnar le 15 décembre 2007. 
Comme le président est élu à la majorité absolue des députés et sénateurs, Klaus n'a besoin que de 19 votes des autres partis pour être réélu. 
Dans un sondage d'opinion de popularité réalisé à la mi-décembre, la côte de sympathie pour Švejnar est égale avec celle de Klaus.
Au 12 décembre 2007, Švejnar recueille les dix signatures nécessaires de parlementaires pour pouvoir se présenter à l'élection présidentielle; parmi les parlementaires qui l'ont nommé figurent le vice-président du Sénat Petr Pithart membre de KDU-ČSL, la cheffe du groupe ČSSD du Sénat Alena Gajdušková et aussi [Soňa Paukertová], cheffe du Groupe du Caucus de démocratie ouverte au sénat.
Švejnar propose un débat public avec Klaus, mais ce dernier le rejette au motif qu'il n'avait pas besoin de publicité et que cela ne ferait qu'aider son adversaire ; le ČSSD a fortement critiqué cette décision. Selon les sondages, 43% des Tchèques préfèrent Klaus comme président, tandis que 28% préféreraient Švejnar et 29% sont encore indécis.
L'ancien ministre des Affaires étrangères Jiří Dienstbier avait également été suggéré par certains sociaux-démocrates et communistes comme un candidat "anti-Klaus » possible.
Le ČSSD aurait envisagé différentes options pour s'assurer qu'aucun de ses députés ne vote pour Klaus contre la ligne de parti : avoir un vote ouvert, faire voter deux députés à la fois ou demander aux députés de faire des photos avec leur téléphone portable comme preuve de leur vote. 
L'ancien président Václav Havel a annoncé de manière officielle son soutien à Švejnar le 1er janvier 2008.
Il y a des rumeurs selon lesquelles KDU-ČSL offrirait son soutien total à Klaus en échange de l'entrée de Jiří Čunek  au gouvernement. Le ministre des Affaires étrangères Karel Schwarzenberg a déclaré sans équivoque qu'il démissionnerait si Jiří Čunek revenait au gouvernement après avoir démissionné fin 2007, et les Verts ont également déclaré qu'ils étaient contre.
Le KSČM est presque certain de soutenir Švejnar au premier tour, pour s'assurer que Klaus n'est pas le seul candidat qui passe au second tour, mais il n'a pas officiellement décidé quel candidat soutenir dans les tours suivants. 
Selon les sondages d’opinion début janvier 2008, si une élection directe devait avoir lieu, Švejnar battrait Klaus avec 52% contre 48%. Fin janvier 2008, Švejnar monte même à 55% contre 45%. Cependant, d’autres sondages favorables à Klaus. Selon l'Université Palacký, Klaus gagnerait 51% contre Švejnar à 49 %. Selon Median, Klaus l’emporterait avec 59% des voix. La crédibilité des sondages a été pourtant remise en cause lorsqu'il a été révélé que certains sondages ont été réalisés sur demande politique. 
Selon le journal 'Mladá fronta Dnes, les deux candidats diffèrent surtout sur deux points : Švejnar est en faveur de l'introduction de l'euro le plus rapidement possible et en faveur de l'introduction de l'élection présidentielle directe, tandis que Klaus est contre les deux. Chaque candidat a également des vues différentes sur la transformation économique du pays après la Révolution de velours ainsi que sur les questions environnementales. Klaus estime que le réchauffement climatique est un battage médiatique, alors que Švejnar affirme que c'est une menace dangereuse pour notre planète.
Tous les partis, à l'exception de l'ODS, sont convenus que le vote devrait se tenir publiquement par acclamation (projet qui aurait une majorité à la chambre basse).
Un sondage révèle que plus du 2/3 des Tchèques sont favorables à une élections présidentielle au suffrage universel direct.

## Système électoral
Le Président de la République tchèque est élu au suffrage indirect par le Parlement réuni en séance commune des deux chambres, la Chambre des députés et le Sénat. Tout candidat doit être présenté par au moins dix députés ou dix sénateurs.
L'élection se déroule au scrutin uninominal majoritaire à plusieurs tours, chaque tour étant organisé dans les quatorze jours suivant le précédent. Au premier tour, un candidat doit pour être élu recevoir les voix de la majorité absolue des députés et des sénateurs, séparément et sur la base de l'ensemble de des membres de chacune des chambres. Soit 101 voix sur 200 à la chambre des députés, et 41 voix sur 81 au Sénat.
Si aucun candidat ne réunit ces deux majorités, un second tour est organisé entre le candidat arrivé en tête à la chambre des députés, et celui arrivé en tête au Sénat. Si deux candidats sont arrivés ex æquo en tête, ils sont départagés en comptant l'ensemble de leurs voix dans les deux chambres. Au cours de ce second tour, la majorité requise est abaissée à la majorité absolue des députés présents, toujours dans chacune des deux chambres.
Si toujours aucun candidat n'est élu, un troisième tour est organisé entre les deux mêmes candidats. Est alors élu le candidat réunissant la majorité absolue du total réuni des députés et sénateurs présents. En cas d'échec, une nouvelle élection est convoquée et le processus électoral repris depuis le début.

## Forces au Parlement
| Partis | Partis                                                                | Chambre des députés | Sénat   | Candidat soutenu |
| ------ | --------------------------------------------------------------------- | ------------------- | ------- | ---------------- |
|        | Parti démocratique civique (ODS)                                      | 81 / 200            | 41 / 81 | Václav Klaus     |
|        | Parti social-démocrate (ČSSD)                                         | 72 / 200            | 13 / 81 | Jan Švejnar (en) |
|        | Parti communiste de Bohême et Moravie (KSČM)                          | 26 / 200            | 3 / 81  | Jana Bobošíková  |
|        | Union chrétienne démocrate - Parti populaire tchécoslovaque (KDU-ČSL) | 13 / 200            | 11 / 81 | Václav Klaus     |
|        | Parti vert (SZ)                                                       | 6 / 200             | 1 / 81  | Jan Švejnar (en) |
|        | Union des indépendants-Démocrates européens (SNK-ED)                  | 0 / 200             | 7 / 81  | Jan Švejnar (en) |
|        | Union de la liberté-Union démocratique (US-DEU)                       | 0 / 200             | 1 / 81  | Jan Švejnar (en) |
|        | Indépendant                                                           | 2 / 200             | 4 / 81  |                  |

## Candidats
| Nom                         | Nom | Nom              | Parti | Profession                                                                     | Note                                               |
| --------------------------- | --- | ---------------- | ----- | ------------------------------------------------------------------------------ | -------------------------------------------------- |
|                             |     | Václav Klaus     | ODS   | Président actuel Ancien chef de l'ODS Ancien président du gouvernement tchèque |                                                    |
| Candidat à un second mandat |     | Václav Klaus     | ODS   | Président actuel Ancien chef de l'ODS Ancien président du gouvernement tchèque |                                                    |
|                             |     | Jan Švejnar (en) | ČSSD  | Économiste                                                                     | Déclare sa candidature le 14 décembre 2007         |
|                             |     | Jana Bobošíková  | KSČM  | Députée européenne Journaliste                                                 | Déclare sa candidature au deuxième tour du scrutin |

## Résultats

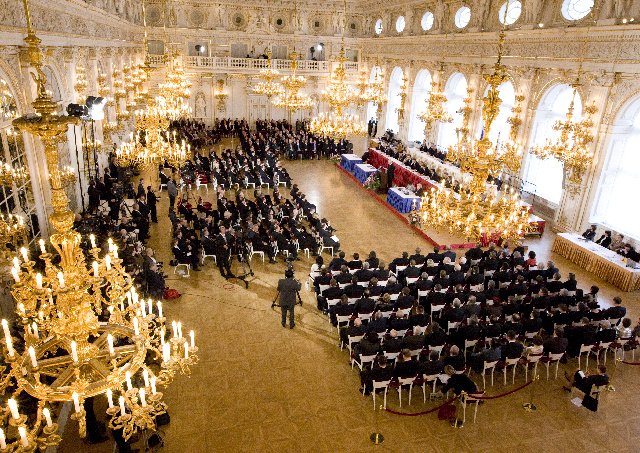
Parlement en session extraordinaire.

### Premier tour (8–9 février)
| Vote | Václav Klaus | Václav Klaus | Jan Švejnar | Jan Švejnar |
| Vote | Députés      | Sénateurs    | Députés     | Sénateurs   |
| ---- | ------------ | ------------ | ----------- | ----------- |
| 1er  | 92           | 47           | 106         | 32          |
| 1er  | 139          | 139          | 138         | 138         |
| 2e   | 94           | 48           | 104         | 31          |
| 2e   | 142          | 142          | 135         | 135         |
| 3e   | 92           | 47           | 81          | 32          |
| 3e   | 139          | 139          | 113         | 113         |

### Deuxième tour (15 février)
| Round | Václav Klaus | Václav Klaus | Jan Švejnar | Jan Švejnar | Jana Bobošíková                        |
| Round | Députés      | Sénateurs    | Députés     | Sénateurs   | Jana Bobošíková                        |
| ----- | ------------ | ------------ | ----------- | ----------- | -------------------------------------- |
| 1er   | 93           | 48           | 104         | 32          | Renonce à sa candidature avant le vote |
| 1er   | 141          | 141          | 136         | 136         | Renonce à sa candidature avant le vote |
| 2e    | 93           | 48           | 94          | 32          | Renonce à sa candidature avant le vote |
| 2e    | 141          | 141          | 126         | 126         | Renonce à sa candidature avant le vote |
| 3e    | 93           | 48           |             |             | Renonce à sa candidature avant le vote |
| 3e    | 141          | 141          | 111         | 111         | Renonce à sa candidature avant le vote |

## Analyse
Les différences entre l'élection de 2008 et les précédentes sont les suivantes :
1. Par rapport à l'élection de 2003, le rapport de forces entre les deux chambres s'est inversé : le parti de Klaus a désormais la majorité absolue au Sénat.
2. Pour la première fois, il n'y avait que deux candidats, donc pas d'élimination entre le premier et le deuxième tour.
3. En raison de l'absence de quelques députés, le quorum pour l'élection est réduit à 140 députés.

L'élection de 2008 s’est arrêtée un deuxième tour. En 2003, il a fallu un tour supplémentaire pour désigner un vainqueur.